# Tương Viên
Tương Viên (chữ Hán giản thể:襄垣县, âm Hán Việt: Tương Viên huyện) là một huyện thuộc địa cấp thị Trường Trị, tỉnh Sơn Tây, Cộng hòa Nhân dân Trung Hoa. Huyện Tương Viên có diện tích 1158 km², dân số năm 2002 là 240.000 người. Huyện Tương Viên có 6 trấn và 14 hương.
- Trấn: Thành Quan, Vương Kiều, Tây Doanh, Hầu Bảo, Ty Đình, Hạ Điếm.
- Hương: Thiện Phúc, Nguyên Trang, Bắc Để, Long Vương Đường, Thượng Mã, Vương Thôn, Du Lâm, Cửu Trang, Nam Cam, Đông Lĩnh, Hạ Lương, Bát Lý Trang, Cường Kế, Sử Bắc.